# Bruno Randazzo
Bruno Randazzo (Aritzo, 29 ottobre 1936 – Cagliari, 20 ottobre 2012) è stato un politico italiano.
È stato il fondatore dell'AIAS, associazione specializzata nell'assistenza ai disabili. Fu anche consigliere regionale e deputato alla Camera nella XI Legislatura.